# スウェーデン陸軍

スウェーデン陸軍の紋章

スウェーデン陸軍（スウェーデンりくぐん、スウェーデン語：Försvarsmakten）は、スウェーデンの陸軍。現在スウェーデンが保有する軍事組織（スウェーデン陸軍、スウェーデン海軍、スウェーデン空軍）では最古の軍種である。

## 歴史

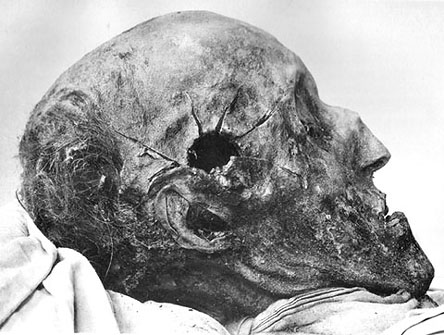
弾痕が残るカール12世の遺体

中世ヴァイキング時代からスウェーデンの武装組織はあったが、現代の陸軍の起源はカルマル同盟が存在していた1521年であるとされ、後のヴァーサ朝以降続く政体での軍事力となる。独立後の陸軍は、リヴォニア戦争や北方七年戦争に参戦しバルト海方面に勢力を伸張した。

17世紀は、スウェーデン・ポーランド戦争や三十年戦争、トルステンソン戦争、カール・グスタフ戦争（北方戦争）、スコーネ戦争など周辺諸国との戦争が行われた。カルマル戦争では、十分な戦力を保持していたデンマーク王クリスチャン4世のデンマーク軍と多くの傭兵部隊を相手に守勢に立たされた。この頃弱体化していたスウェーデン軍は、ロシア大動乱に参戦していたこともあって、デンマーク軍に苦戦し、1613年にクネレド条約が締結され賠償金を支払ったものの係争地カルマルは守りきった。1658年にはデンマーク領だったスコーネを奪取し、スウェーデンは膨張の極みに達した。この時代は陸軍を基盤とした軍事国家であり、大国時代と呼称されたバルト海世界の覇権国であった（バルト帝国）。また、当時のスウェーデン軍では、主力部隊を国王が直接率いていたいわゆる親征を行ったこともスウェーデンが軍事国家として台頭した一因でもあった。特に、ヴァーサ朝のグスタフ2世アドルフ、プファルツ朝のカール10世及びカール12世が知られている。彼らは直接海外へ遠征し、周辺諸国に強いインパクトを与え、戦地で死んだ。

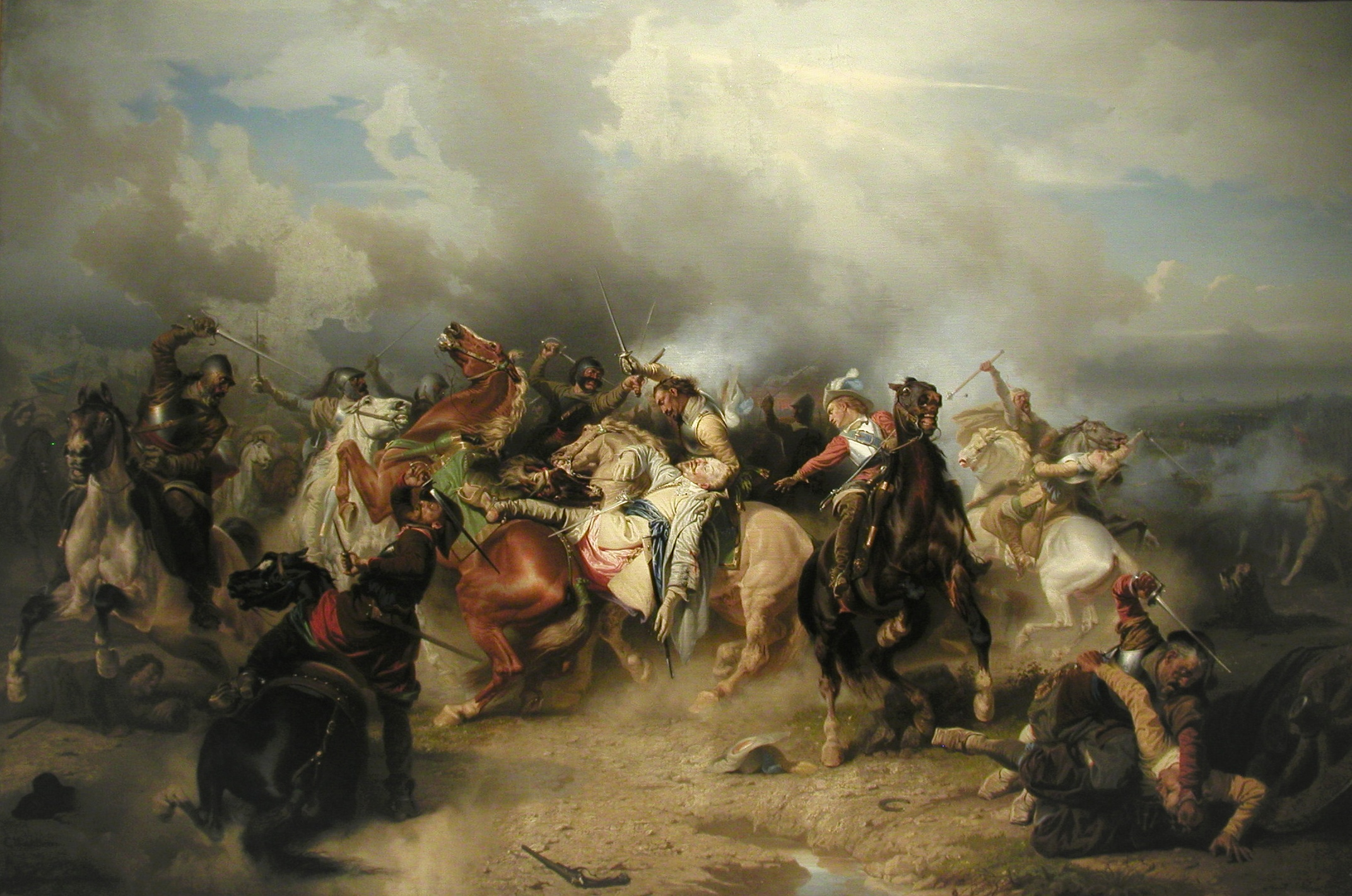
リュッツェンの戦いで敵弾を受けたグスタフ・アドルフ

1611年に即位したスウェーデン王グスタフ・アドルフは、当時最先端だったオランダの軍事理論をドイツで学び、軍事改革を行った。また、彼は海軍の強化も図っている。後世、グスタフ・アドルフがこの軍事改革によって創出したとされるものは多数あるが、中には誤りを指摘されているものもある。例えば、軍隊への制服（軍服）の導入は、それ以前からドイツやオランダ、デンマークに於て行なわれていたと指摘されている。軍事史に於けるグスタフ・アドルフの業績のうち、最も画期的なものの一つ、とされているのが、徴兵制による常備軍の創設である。
一方、徴兵制は国民の負担が大きかったため、更なる軍備強化には外国人を主体とした志願兵（傭兵）の採用を増やすことが必要だった。外国人傭兵の大部分はドイツ人だったが、スウェーデン・ポーランド戦争以降はイギリス人傭兵も増えた。自国民やドイツ人のように当時スウェーデンが行っていた戦争に関して利害関係のないイギリス人傭兵（その中でも特にスコットランド人）は信頼され、厚遇された。そのため、高い地位を与えられたり貴族に列せられる者は、ドイツ人傭兵との人数比から見ると多かった。
高い地位を与えられたイギリス人傭兵はグスタフ・アドルフの死後もスウェーデンに留まっていたが、イングランド内戦が始まると、彼らの多くは帰国した。そして、彼らがグスタフ・アドルフの軍隊で学んだノウハウを基に、イギリス軍の新式化は行われた。スウェーデン軍で傭兵連隊長を経験した後、フランス軍でスコットランド人連隊の連隊長を務めていたジョン・ヘプバーン（John Hepburn）は、フランス軍のスコットランド人傭兵を集めてチャールズ1世のための歩兵連隊を創立した。大陸式編成のこの連隊は、王政復古後のイギリス歩兵連隊のモデルとなった。この連隊はイギリスの歩兵連隊に於いて”第1”の番号が冠された、後のロイヤル・スコッツ連隊（現ロイヤル・スコットランド連隊第1大隊）である。

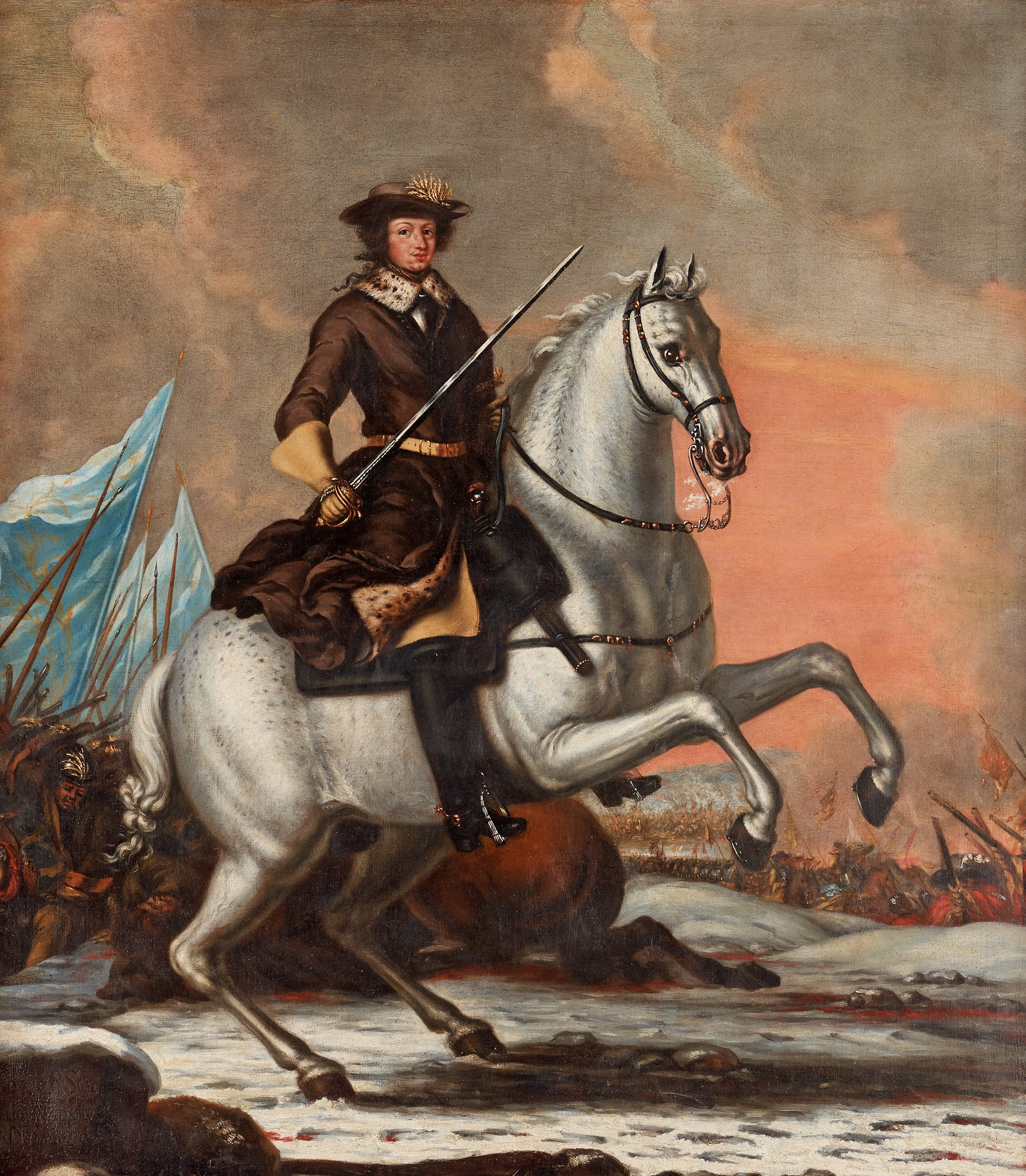
カール11世

17世紀後半は、北方戦争でのスウェーデン軍の消耗と財政難により国力が弱体化し、オランダ侵略戦争では周辺国に対して守勢に立たされたが、戦後、カール11世の国政改革の元、陸海軍が強化され、陸軍において再び常備軍が組織された。カール11世が立て直した戦力は、18世紀初頭のカール12世による海外遠征を可能とした。カール11世の軍事改革は、あくまでも防衛体制に準拠したものであり、平時においても戦時体制を維持し軍の動員を速やかに行うための防衛力に主眼が置かれていた。したがってそれは、国内での物資補給による短期の戦争であれば他国への攻撃を可能とし、国王の専制的な指導力によって帝国の地位を維持・防衛する役割として「絶対王政」という統治形態が選択されたのである。
スウェーデンの絶対君主制は軍事と密接に結びついており、国王は軍の最高指揮官ないし軍事独裁者（en krigsdiktatur）と位置づけられた。軍の最高指揮官としての権限は、絶対王政が復活したグスタフ朝時代の国王グスタフ3世及びグスタフ4世アドルフの治世下や、スウェーデンの摂政王太子となったカール・ヨハンの元で行使された。絶対君主制が完全に廃止された19世紀以後も、スウェーデンの君主は20世紀後半まで軍の最高指揮官の地位にあった。

18世紀に入り、長期化した大北方戦争でのスウェーデンの最終的な敗北によって、多くの海外領土を失いロシア帝国が北欧での覇権国として台頭した。国内では劣勢の最中にあってもスウェーデン軍を率い続けたカール12世が戦死したことにより絶対王政が終焉し、1721年のニスタット条約の締結や「自由の時代」の開始と共に周辺諸国の情勢に影響されやすい不安定な情勢となって行く（スウェーデン＝フィンランドにおいても18世紀のフィンランドはロシアとの係争地となり、第一次ロシア・スウェーデン戦争まではフィンランドを維持していたが、続く第二次ロシア・スウェーデン戦争での敗北によってスウェーデン＝フィンランドは分割され、ロシアの保護下のフィンランド大公国となった）。

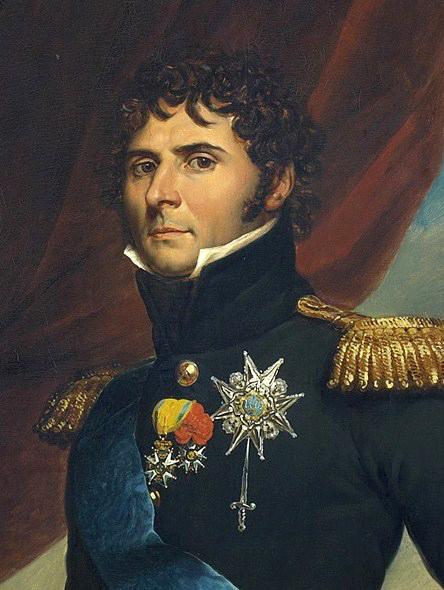
ナポレオン軍の元帥から国王になったカール14世ヨハン。

18世紀後半、グスタフ3世の治世が始まり「自由の時代」は終焉し強国政策が進められ、ロシア・スウェーデン戦争によってロシアからの干渉を停止させた。フランス革命の余波によるフランス革命戦争とナポレオン戦争では第四次対仏大同盟や第六次対仏大同盟などで対フランス陣営の一員として参戦し、ライプツィヒの戦いに参加している。ナポレオン戦争末期のデンマーク＝ノルウェーとの戦争でノルウェー陸軍と戦ってノルウェーを併合した頃までがスウェーデンが実質的に参戦した戦争の最後となった（最終的にノルウェーは、ウィーン会議によって、スウェーデンと対等の同君連合国家スウェーデン＝ノルウェー連合王国となった）。1905年のノルウェー独立時には独立に反対するスウェーデン政府によって軍が総動員されたが、外交によって開戦は回避された。
ナポレオン戦争以来、スウェーデンは中立政策を維持しクリミア戦争、第一次世界大戦や第二次世界大戦には不干渉を貫くため動員をかけ国防体制を強化した（武装中立）。19世紀は、汎スカンディナヴィア主義の台頭やシュレースヴィヒ＝ホルシュタイン問題等により、クリミア戦争やデンマーク戦争の勃発によって軍の参戦も考察されたが、中立政策は維持された。
中立であっても近代化の努力は払われていた。1901年国防改革により一般徴兵制が採用され兵役制度が定められた。制度においては適齢期を迎え入営してから歩兵は1年間、特殊技能保持者はさらに240日延長して兵役に就いていた。第一次世界大戦中は制度の見直しが行われている。1936年にはイェータ近衛連隊に2個機甲大隊が編成するなど大戦中に機甲戦力の拡充や歩戦協同戦術の採用など近代化が進められる。

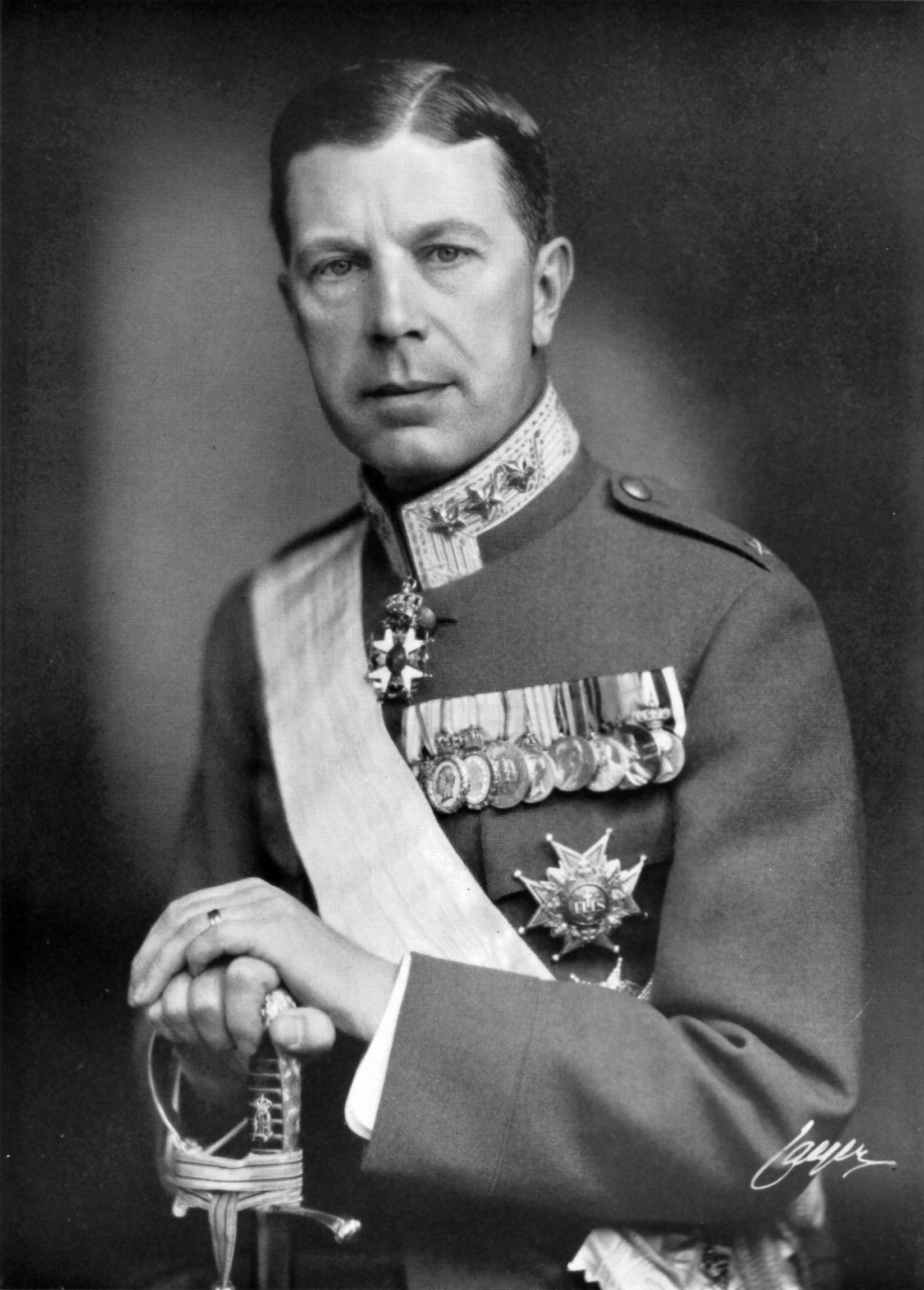
陸軍の軍服を着用した、王太子時代のグスタフ6世アドルフ 。

冷戦時代、スウェーデンは非同盟政策を維持するため徴兵制に基づく強力な陸軍を整備する。国軍はソビエト連邦の本格的侵攻に対処できるよう「総合防衛」の概念を開発した。これにより国土はシェルターなどが建設されインフラは戦時を想定したものとなる。この間に「総合防衛システム」が構築され、独力での動員を可能とした。一般動員を防護するために郷土防衛隊が組織され有事の際には数時間で10万人が初期動員され、2週間で最大100万人動員し国土防衛の任にあたる。
冷戦終結後の1990年代には陸軍予算が削減され、いくつもの連隊が解隊されている。連隊が衛戍・駐屯しているいくつかの町では小型化に抗議しており国家機関の移転を阻止し失業率の増加に歯止めをかけようとしている。
新規下士官の数は減少しつつあり、新兵は基礎訓練が終わった後も継続任用することが推奨されている。継続任用者によって占められる部隊は軍事技能の維持向上に努め、国際的な緊急展開任務に対応できるよう運用される。冷戦終結以降、スウェーデンの中立政策を維持しつつも徐々に国際活動を増加させつつある。この枠組で北大西洋条約機構のコソボでの作戦（コソボ治安維持部隊）やアフガニスタンでの国際治安支援部隊にも参加している。

## 組織

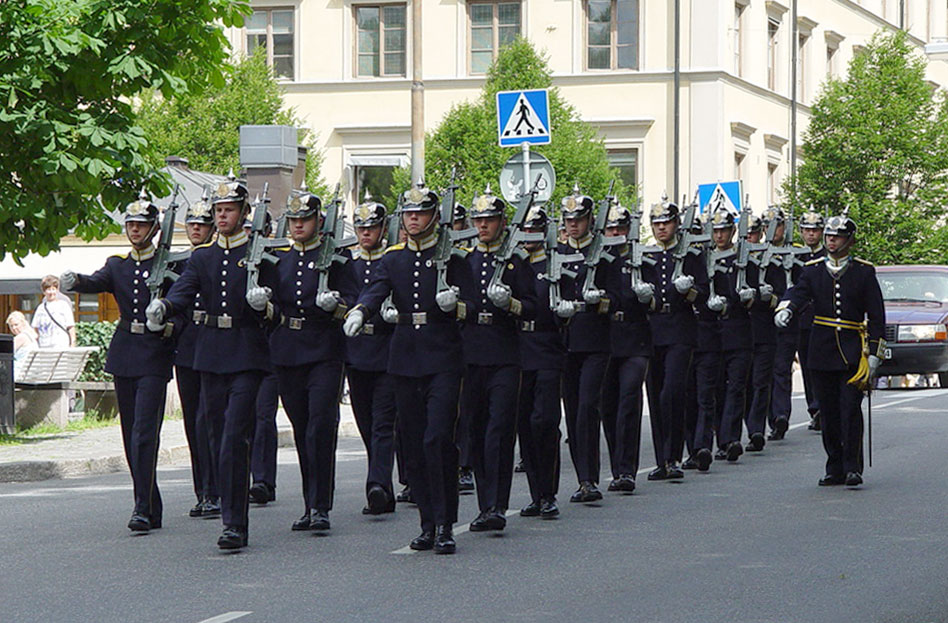
近衛歩兵

平時におけるスウェーデン陸軍の編制は異なる兵科ごとにいくつかの連隊に分けられている。現役連隊の数は冷戦終結以降削減されている。
陸軍は徴兵主体の動員軍から職業軍人を主体とする職業軍への改革途上にある。これは冷戦終結により大規模紛争の蓋然性が減り、現在の小規模紛争に対応すべく、より即応性の高い常備軍を維持するためである。2014年までに常時即応態勢にある各歩兵連隊の8個機械化歩兵大隊と動員後1週間以内に編成される67個大隊が最大規模の戦力として形成される。これにより現役兵および予備役兵を合わせて約50,000人から成る。
常備軍は8個機械化歩兵大隊を含む各種19個大隊から成っており、砲兵、防空砲兵、戦闘工兵、レンジャー、輜重兵などの他に4個予備重機甲大隊や36個郷土防衛大隊がある。現在のスウェーデン陸軍においては大隊が基本単位となっている。ただし、総ての部隊は完全にモジュール化され任務ごとに旅団級から中隊級まで諸兵科連合部隊を編組できる。旅団以上の単位は2000年の改編で無くなったため、旅団級部隊を編組する時のために陸軍司令部内に常設幕僚を準備している。内訳は旅団参謀2人、地域参謀4人の合計6人が大規模戦闘群を運用する中核幕僚として常設している。
国際部隊には欧州連合戦闘群の一角として北欧戦闘群の一部を編成し、時期によっては指揮国に指定される。
- 歩兵
  - 近衛連隊（LG）　在ストックホルム県ストックホルム

- 騎兵（1個連隊には2個大隊編成）

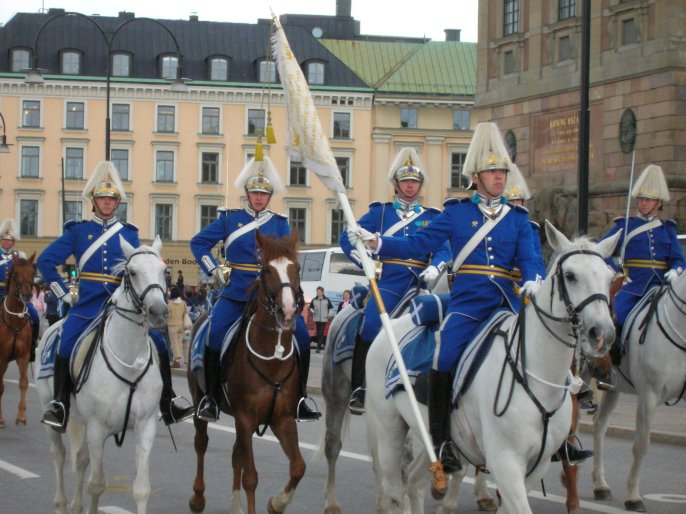
近衛騎兵

  - 驃騎兵近衛連隊（K 3）　在ヴェストラ・イェータランド県カールスボリ（空中強襲大隊、長距離偵察猟兵大隊、情報監視目標捕捉偵察：ISTAR）
  - 陸軍猟兵大隊（AJB）　在ノールボッテン県アルビッツヤウル（猟兵大隊、ISTAR）
  - 近衛連隊（LG）　在ストックホルム県ストックホルム（近衛騎兵隊と憲兵隊）
  - 陸軍騎兵は主に軽歩兵、レンジャー部隊および憲兵の訓練を担当している。
- 核生物化学兵器防護
  - 総合防衛保安センター（SkyddC）　在ヴェステルボッテン県ウメオ
- 機甲部隊
  - スカラボリ連隊（P 4）　在ヴェストラ・イェータランド県シェブデ
  - 南スコーネ連隊（P 7）　在スコーネ県レーヴィングヘッド（Revingehed）
  - ノールボッテン連隊（I 19）　在ノールボッテン県ボーデン（歩兵に指定されている間は、スウェーデン北部での部隊訓練を担当する）
- 砲兵
  - 砲兵連隊（A 9）　在ノールボッテン県ボーデン
- 防空砲兵
  - 防空連隊（Lv 6）　在ハッランド県ハルムスタッド
- 工兵
  - イェータ工兵連隊（Ing 2）　在ヨンショーピング県エークシェー（1個中隊は亜寒帯作戦のためにボーデンに分屯）
- 通信
  - 管理連隊（LedR）　在ウプサラ県エンヒェーピング
- 後方支援
  - 輜重連隊（TrängR）　在ヴェストラ・イェータランド県シェブデ

2009年時点で現役兵総員約10,200人、内徴集兵は約5,800人。

## 指揮関係

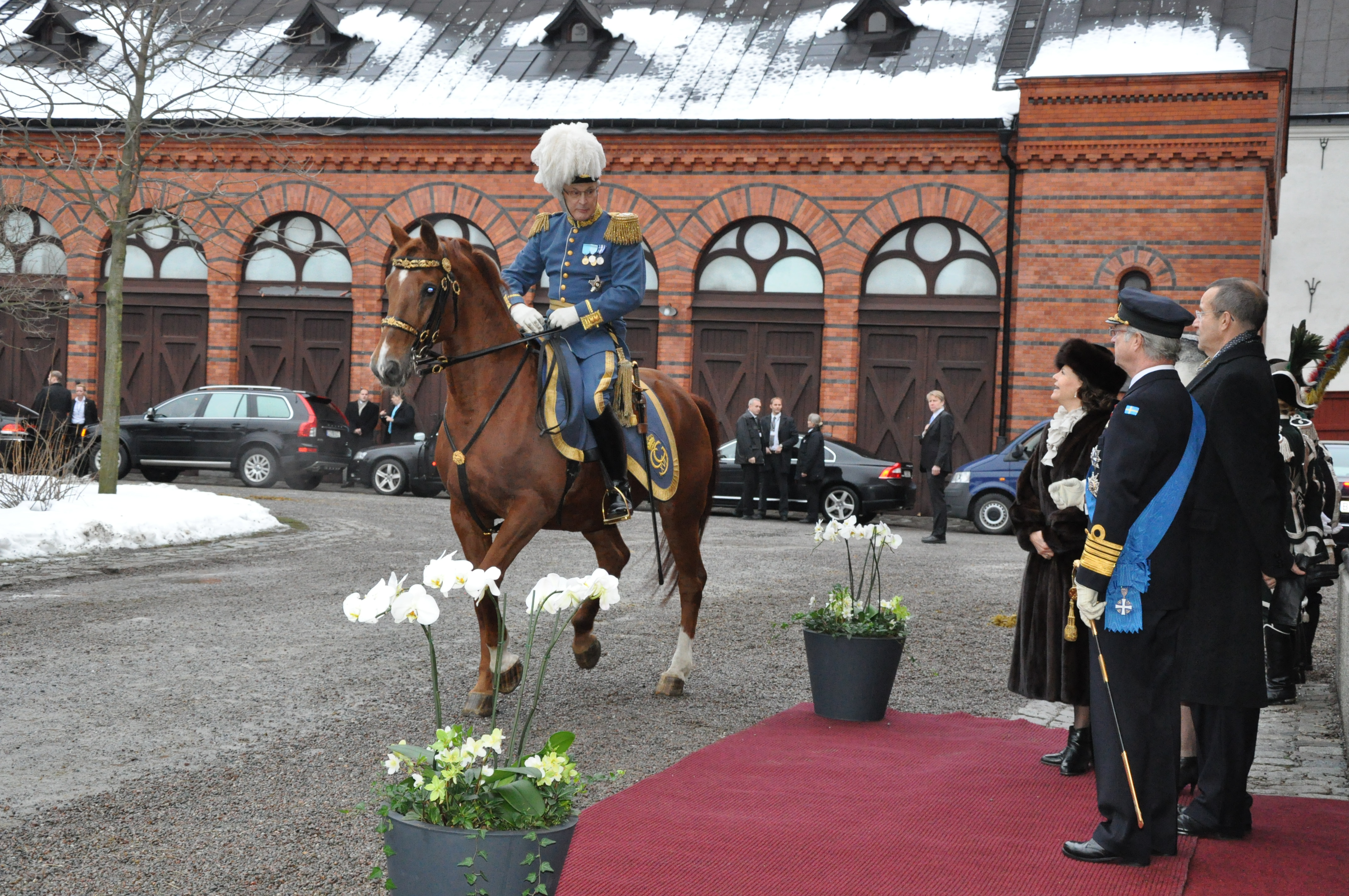
海軍の制服を着たカール16世グスタフ国王と馬上のマルティリ・メリン陸軍参謀総長

1975年までスウェーデン君主は軍の最高指揮官であった。1937年に陸軍参謀総長（chefen för armén、略称：CA）が平時の陸軍指揮権を託される。1994年にスウェーデン国軍の大規模改編の一環として陸軍参謀総長は独立機関としての地位が改革され、代わりに陸軍司令官（chefen för arméledningen）職が置かれる。その後、国軍司令部（Högkvarteret、略称：HKV）が創設される。1998年に国軍は再度改編され陸軍参謀長の職は新たに陸軍総監（Generalinspektören för armén）に代わる。
| 陸軍参謀総長 Chefen för armén                                     |  |                 |
| パル・シルヴァン Per Sylvan                                       |  | 1937年 - 1940年 |
| イヴァー・ホルムクヴィスト sv:Ivar Holmquist                      |  | 1940年 - 1944年 |
| アールフィバールド・ドウギュラス sv:Archibald Douglas (1883–1960) |  | 1944年 - 1948年 |
| カール・アウグスト・エルレンスヴァールド Carl August Ehrenswärd   |  | 1948年 - 1957年 |
| トード・ボンデ Thord Bonde                                        |  | 1957年 - 1963年 |
| クルト・ヨーランソン sv:Curt Göransson (militär)                  |  | 1963年 - 1969年 |
| カール・エリック・アームグレン sv:Carl Eric Almgren               |  | 1969年 - 1976年 |
| ニルス・シェルド sv:Nils Sköld                                    |  | 1976年 - 1984年 |
| エーリク・ベングトソン Erik G. Bengtsson                          |  | 1984年 - 1990年 |
| オーケ・サグレアン sv:Åke Sagrén                                  |  | 1990年 - 1994年 |
| 陸軍司令官 Chefen för arméledningen                               |  |                 |
| オーケ・サグレアン Åke Sagrén                                     |  | 1994年 - 1996年 |
| マルティリ・メリン sv:Mertil Melin                                |  | 1996年 - 1998年 |
| 陸軍総監 Generalinspektörer                                       |  |                 |
| パウル・デギャランド sv:Paul Degerlund                            |  | 1998年 - 2000年 |
| アルフ・サンドクヴィスト sv:Alf Sandqvist                         |  | 2000年 - 2005年 |
| スヴァルケル・ヨーランソン sv:Sverker Göranson                    |  | 2005年 - 2007年 |
| ベアンテ・グロンドヴィク sv:Berndt Grundevik                      |  | 2007年 -        |

## 装備
以下は2009時点における内容。

### 車両
- Strv-122戦車 × 120輌
- Strv-121戦車 × 160輌

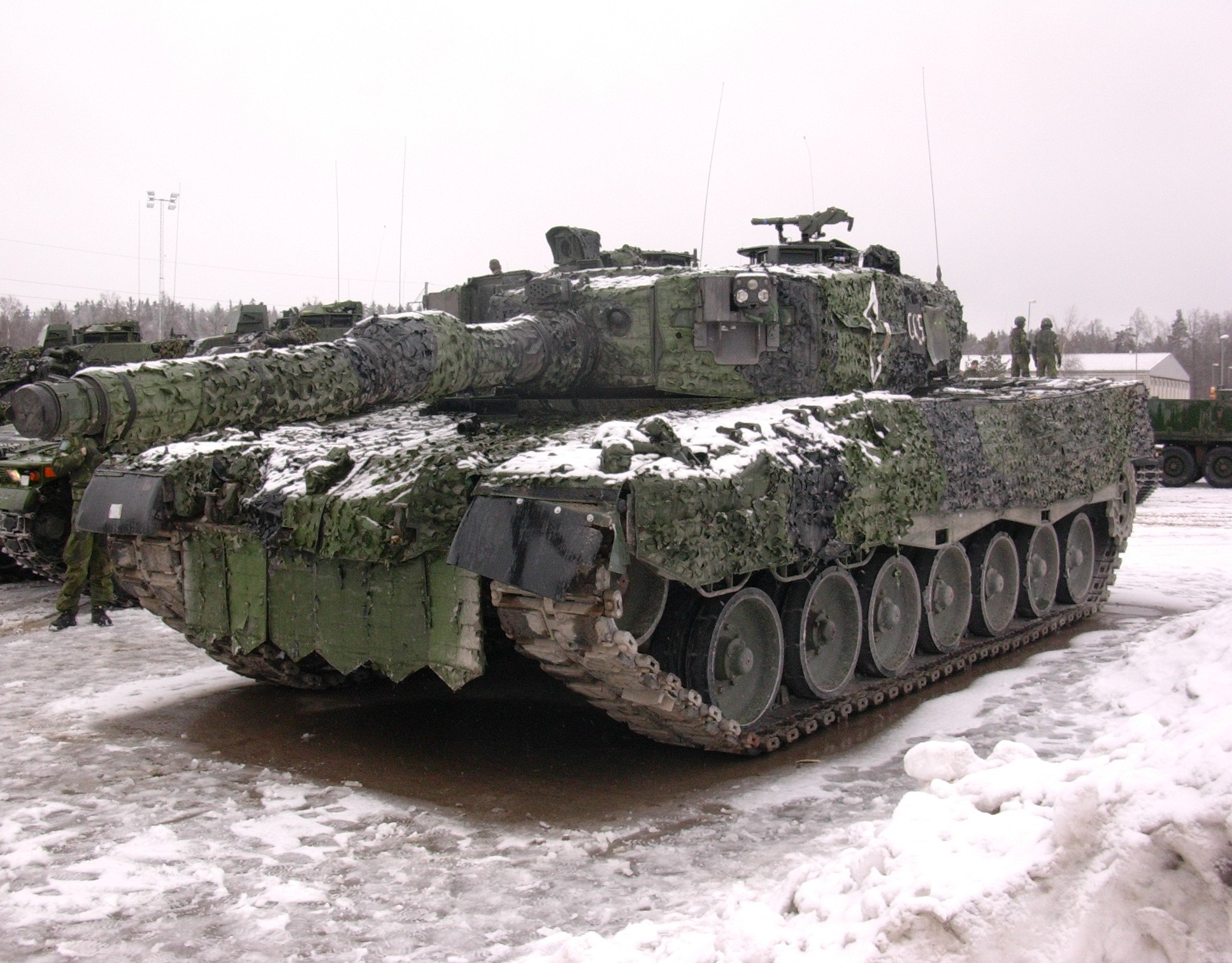
Strv-121

- Strv-9040歩兵戦闘車 × 372輌
- Pbv 401A装甲兵員輸送車 × 222輌（内56輌は水陸両用仕様の4020型）
- Pbv 302装甲兵員輸送車 × 363輌
- Bv S10装甲輸送車 × 50輌
- XA-180装甲兵員輸送車/XA-203装甲兵員輸送車 × 202台

### 火砲
- アーチャー自走榴弾砲 × 24台
- FH77B 155mm榴弾砲 × 50門
- 120mm迫撃砲 × 208門

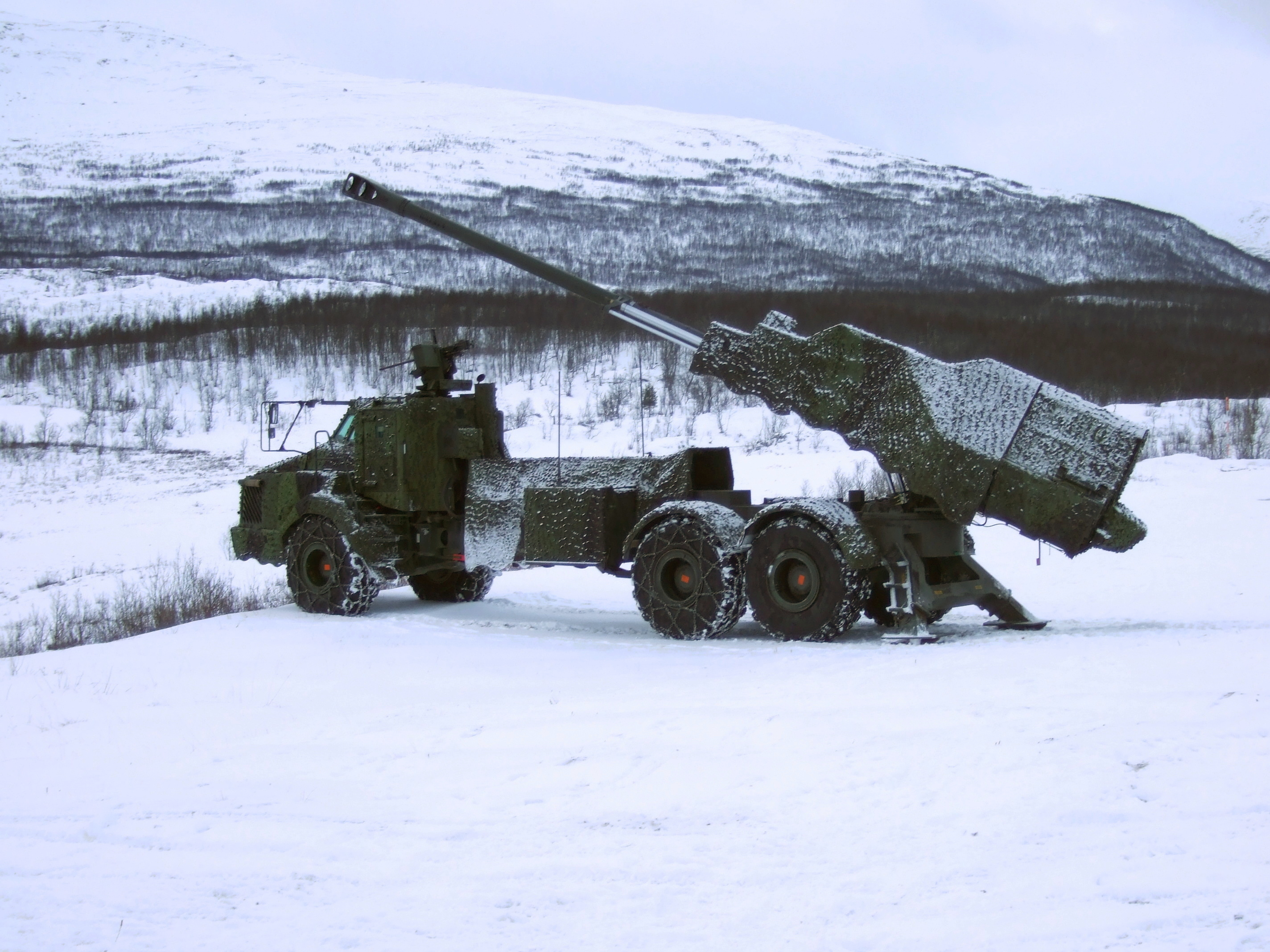
アーチャー自走榴弾砲

- Strv 90LV 40mm機関砲 × 30門

### ミサイル
- RBS 70車載型地対空ミサイル × 16台
- RBS 90可搬型地対空ミサイル

### 航空機
- スペルウェールUAV × 3機

### 小火器
- Pistol m/88拳銃
- H&K MP5短機関銃
- レミントン M870散弾銃
- M4A1小銃
- Ak 24小銃
- Ak 5小銃
- Ak 4小銃
- Ksp 58汎用機関銃
- Ksp 90軽機関銃
- Tksp 12.7mm機関銃
- Psg 90対人狙撃銃
- Ag 90対物狙撃銃
- ダネルMGL擲弾銃
- M203擲弾発射器
- Grsp, Mk 19自動擲弾銃
- Grg m/48無反動砲
- P-skott m/86携帯対戦車弾

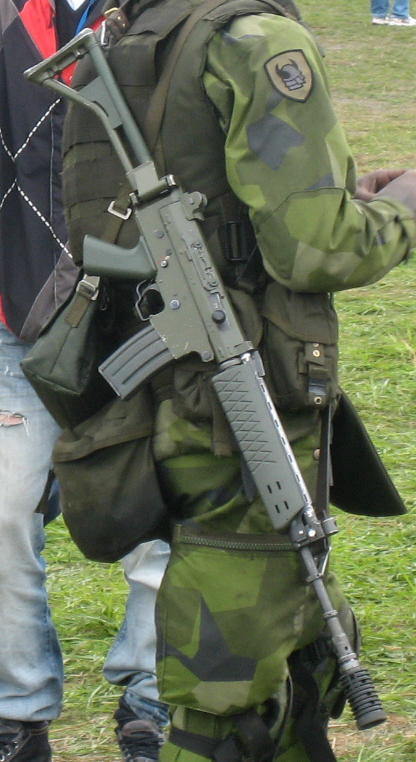
Ak 5と戦闘服

- RB-55/RB-56携行式対戦車ミサイル
- RBS 70携行式地対空ミサイル

### 戦闘服
戦闘服の迷彩に採用されているM90はスプリンター迷彩風の幾何学パターンである。